# باول بورتون
باول بورتون (بالإسبانية: Paul Jorge Burton Salvatierra)‏ هو لاعب كرة قدم بوليفي في مركزي الدفاع والوسط، ولد في 25 يونيو 1992 في إدارة بني في بوليفيا، وتوفي في 11 ديسمبر 2016. لعب مع أورينتي بيتروليرو.